# 邱有章

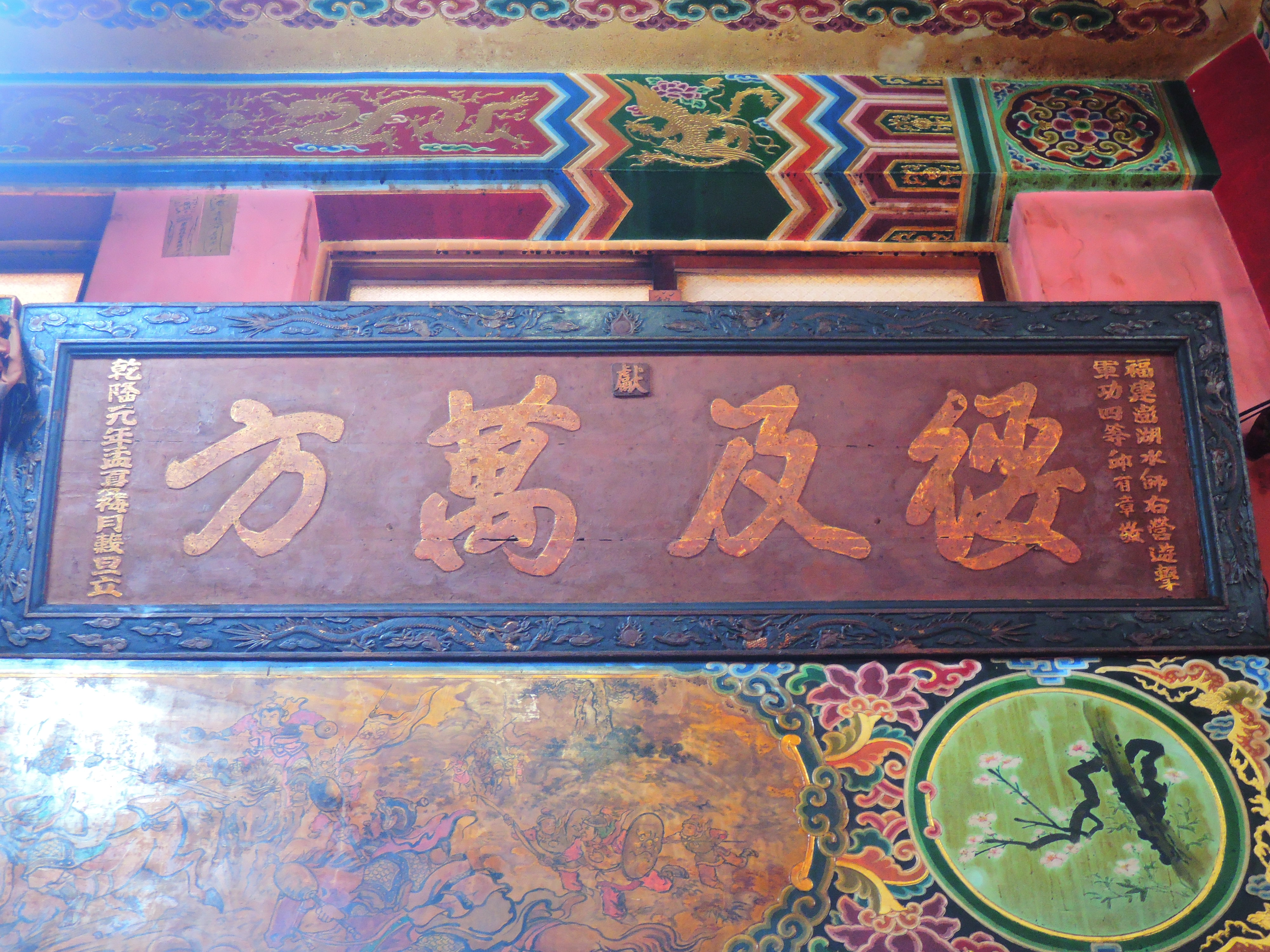
題詞「綏及萬方」。匾額上款：福建澎湖水師右營游擊軍功四等邱有章敬獻、下款：乾隆元年（1736）孟夏荔月穀旦。今供奉於台灣澎湖縣白沙鄉的赤崁龍德宮。

邱有章，字有鳳，號鳴崗，為中國清朝武官官員，本籍福建，行伍出身。

## 生平
邱有章於1748年（乾隆13年）奉旨接替鄭李嘉，於台灣地區擔任澎湖水師協副將。而隸屬台灣鎮之下的此官職職等為正二品，是台灣清治時期的這階段，扼守台灣海峽的重要武將，並統帥兩標水營，數千名水師兵勇。
1750年（乾隆15年），邱有章與時任澎湖通判何器啟用公捐，擴建祠壇。